# 大纱帽胡同
39°54′38″N 116°24′36″E / 39.9105392°N 116.4101231°E
大纱帽胡同是位于中国北京市东城区中部的一条胡同。现已拓宽为交通干道。

## 简介
大纱帽胡同原来东起王府井大街，西不通行，南与小纱帽胡同相通。据传说，明朝时，此处有出售纱帽的，故得名。明朝太监谷大用曾问一位从外地来北京的小官员，纱帽是从哪里来的？这位小官员答称：“是从纱帽胡同几文钱买来的。”
原来，大纱帽胡同北有大甜水井胡同，大甜水井胡同西口有一口水井，水质十分甘洌。从大甜水井胡同再向北，是大阮府胡同。大纱帽胡同南有霞公府街。文化大革命中，霞公府街、大纱帽胡同及小纱帽胡同、大甜水井胡同、大阮府胡同，一度分别改称“人民路头条”、“人民路二条”、“人民路三条”、“人民路四条”，其中大纱帽胡同及小纱帽胡同合称“人民路二条”。后来，这些街巷均恢复原名。
2007年5月15日，王府井地区的霞公府街、王府井西街、大纱帽胡同、大甜水井胡同的设计方案获得批准，其中大纱帽胡同的规划方案为西起南河沿大街，东到王府井大街，道路全长380米。